# 한역대장경
한역대장경(漢譯大藏經)은 후한(後漢)에서 원대(元代)에 이르는 약 1천년 동안에 걸쳐 산스크리트 원전(原典)으로부터, 때로는 서역(西域)의 여러 지방에서 번역된 경전이나 논서(論書)를 중심으로, 혹은 중국 불교인의 손으로 이루어진 주석서나 연구서 및 위경류(僞經類)를 포함해서 편집한 것으로서 대소승의 경률론(經律論)이 모두 포함되어 있고 분량도 가장 많으며 불교 연구에 있어서 불가결의 자료일 뿐만 아니라 인도불교와는 다른 독자적인 발전을 한 중국불교 연구의 근본자료이기도 하다. 그것들은 남북조(南北朝) · 수(隋) · 당(唐)의 각 시대를 통해 모두 수집되어 여러 차례에 걸쳐 경전목록(經典目錄)이 작성되었으나 경률론의 삼장이 일괄적으로 개판(開版)된 것은 971년 송(宋)의 태조에 의해 이루어진 송판(宋版)의 제1회 《촉판대장경(蜀版大藏經)》이 최초이며, 그 후 중국 · 한국 · 일본 등지에서 20여 회에 걸쳐 개판이 이루어져 그때마다 증광(增廣)되었다. 한역대장경은 중국 · 한국 · 일본에서 불교 경전 또는 논서로 여겨지는 불교 문헌을 통칭한다.

## 판본

### 송나라 대장경

#### 촉판대장경
최초의 목판 대장경. 972∼983년(개보 4년~태평흥국 8년) 제작. 북송관판(北宋官版), 개보칙판(開寶勅板), 개보장(開寶藏), 촉본(蜀本)이라고도 함. 《개원석교록(開元釋敎錄)》 사용.

#### 숭녕장
1080~1103년 제작.

#### 비로장
1112~1151년 제작.

#### 사계장
자복장. 송본(宋本).

### 거란대장경
1031~1054년 제작. 요본(遼本).

### 조성금장
1149~1173년 제작.

### 고려대장경

#### 초조대장경
1011~1087년 제작.

#### 속대장경
1096년(숙종 1년) 완성. 《신편제종교장총록(新編諸宗敎藏總錄)》 사용.

#### 팔만대장경
1236년(고종 23년)~1251년(고종 38년) 제작. 완전하게 남아있는 가장 오래된 대장경.

### 원나라 대장경

#### 보령장
1277~1290년 제작.

#### 홍법장
1277~1294년 제작.

### 명나라 대장경

#### 홍무남장
1372~1398년(홍무 5~31년) 제작. 1399～1402년 제작으로 보아 건문남장이라고 하기도 함.

#### 영락남장
1412~1417년(영락 10~15년) 제작.

#### 영락북장
1410~1440년(영락 8년~정통 5년) 제작.

#### 가흥대장경
1589~1677년 제작. 경산장(徑山藏).

### 청나라 대장경

#### 건륭대장경
1735~1738년(청나라 옹정 13년~건륭 3년) 제작. 용장(龍藏), 청장(淸藏).

### 일본 근대

#### 대일본교정훈점대장경
속칭 만자장경(卍字藏經).

#### 대일본속장경
속칭 만자속장(卍續藏經).

### 한글대장경
동국역경원에서 1964년부터 2000년까지 번역하고 2001년에 출간 완료한 고려대장경 한글 번역판.